# سیارک ۳۲۳۴
سیارک ۳۲۳۴ (به انگلیسی: 3234 Hergiani، نامگذاری:1978QO2) سه هزار و دویست و سی و چهارمین سیارک کشف شده‌است که در ۳۱ اوت ۱۹۷۸ کشف شد.
قدر مطلق سیارک برابر ۱۲٫۵۰ است.